# Puente Nuevo (Lérida)
El puente Nuevo es uno de los cinco puentes urbanos de la ciudad de Lérida (Cataluña, España) que cruza el río Segre.

## Historia
La construcción de un nuevo puente para la ciudad constituyó una de las principales demandas de los leridanos durante décadas. El único puente existente formaba parte del recorrido de la antigua carretera Nacional II, y la gran popularización del automóvil en los años 60 provocó que se generaran graves y frecuentes colapsos circulatorios. Los vehículos entraban por la actual Avenida Tarradellas de Cappont, cruzaban el puente y atravesaban parte de la ciudad por la fachada litoral.
En 1970 el gobierno franquista anunció la creación de una variante para desviar la carretera nacional que incluía la construcción de un nuevo puente. El viaducto tendría 28 metros de anchura, dos carriles para cada sentido de circulación y unas aceras de 2,5 metros. Se ubicó en el extremo oeste del casco urbano, a la zona del cerro de Gardeny y los Institutos.
El nuevo puente fue inaugurado oficialmente por el ministro Gonzalo Fernández de la Mora el 7 de julio de 1973. A partir de este momento, el puente de Lérida aconteció el Puente Viejo, y el viaducto de la N-II el Puente Nuevo. Esta nomenclatura se mantiene a la actualidad aún y con la construcción posterior de otros puentes sobre el río Segre.
El 2009 se anunció que se reformarían las aceras del puente, sustituyendo lo guarda-raíles que protege a los peatones por una barandilla de aspecto más urbano.